# Speex
El proyecto Speex tiene como objetivo crear un códec libre para voz, sin restricciones de ninguna patente de software. Speex está sujeto a la Licencia BSD y es usado con el contenedor Ogg de la Fundación Xiph.Org.
El diseñador de Speex (Jean-Marc Valin) ve su proyecto como un complemento del proyecto Ogg Vorbis, ya que Vorbis no fue diseñado como códec de voz, sino como códec de audio de propósito general.
Speex se basa en CELP y está diseñado para comprimir voz a bit rates desde 2 a 44 kbps y posee características que no tiene otros códecs de voz como codificación de intensidad estéreo, integración de múltiples frecuencias de muestreos en el mismo bitstream y modo VBR.

## Introducción
El proyecto Speex ha sido iniciado porque había una necesidad de un códec de voz que fuera de código libre y libre de patentes de software. Estas son condiciones esenciales para ser usado por cualquier software de código libre. Vorbis ya hace de audio general, pero no está realmente optimizado para la voz. También a diferencia de muchos otros códecs de voz, Speex no está diseñado para teléfonos celulares, pero si para Voz sobre IP (VoIP) y compresión basada en archivos.
Las metas en el diseño eran permitir buena calidad en la voz y bajo bit-rate (desafortunadamente no al mismo tiempo). Buena calidad también significaba tener soporte para wideband (frecuencia de muestreo de 16 kHz) además de narrowband (calidad de teléfono, frecuencia de muestreo de 8 kHz).
El diseño para VoIP en vez de teléfonos celulares significa que Speex debe ser robusto a pérdida de paquetes, pero no corromperlos, entonces los paquetes llegan sin alteración o no llegan para nada. También, la idea era tener una complejidad y requerimiento en memoria razonable sin comprometer mucho la eficiencia del códec.

## Características generales
- Software libre/código libre, libre de patentes y regalías.
- Integración de narrowband y wideband en el mismo bitstream.
- Amplio rango de bitrate disponible (desde 2 kbps a 44 kbps).
- Cambio dinámico de bitrate y Variable BitRate (VBR).
- Detección de actividad de voz (VAD en sus siglas en inglés, integrado con VBR).
- Complejidad variable.
- Modo Ultra-wideband de 32 kHz.
- Opción de codificación de intensidad estéreo.